# Ron Van Lankeren

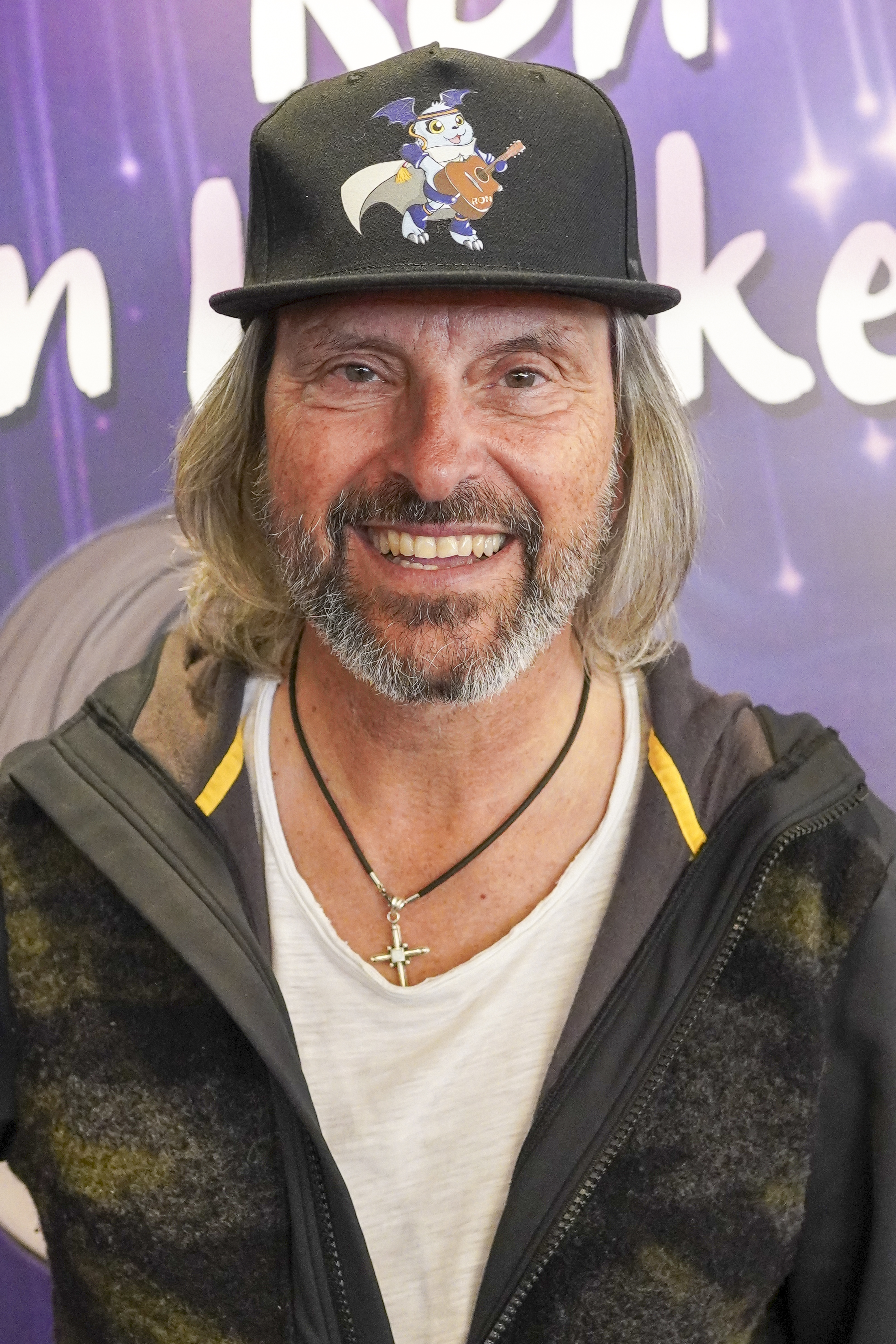
Ron Van Lankeren auf der MMC Berlin 2025

Ron Van Lankeren (* 1965 in Garmisch-Partenkirchen) ist ein deutscher Sänger und Komponist.

## Werdegang
Ron Van Lankeren ist der Sohn eines Jazz-Musikers und einer Eiskunstläuferin. Sein Vater stammte ursprünglich aus den Niederlanden. Sein Bruder, Franko Van Lankeren, ist heute ebenfalls als Musiker tätig. Erste Einblicke in die Musik bekam er in seiner Kindheit durch seinen Vater, der Jazzgitarrist war. Als Jugendlicher spielte er zusammen in einer Band mit den Brüdern Martin und Patrick Scales (dem späteren Bassisten von Passport).
Später arbeitete Van Lankeren zuerst als Technischer Zeichner, Skilehrer und Croupier, bevor er 1994 den Entschluss fasste, sich in Zukunft gänzlich der Musik zuzuwenden. Ersten nennenswerten Erfolg hatte er als Frontmann der Late Night Band in der Thomas-Gottschalk-Sendung Gottschalk Late Night. Anschließend sammelte er weitere Bühnenerfahrung in Kooperationen mit bekannten Musikern wie George Benson, Gloria Gaynor, Anna Maria Kaufmann, Claudia Jung und Roland Kaiser.
Der endgültige Durchbruch gelang Van Lankeren 1998, als er zusammen mit Laura Schneider den Titel Immer wieder für die Fernsehserie Marienhof sang. Der Song landete auf Platz 3 der deutschen Charts und wurde mit einer goldenen Schallplatte ausgezeichnet. Dem Medium Fernsehen blieb Van Lankeren auch danach treu; so interpretierte er unter anderem musikalische Titel für Animes wie Kamikaze Kaito Jeanne (wo er das Intro einsang), One Piece oder Digimon Frontier und war auch in diversen Fernsehwerbungen zu hören. Im Radio konnte man ihn im Laufe der Zeit in Produktionen von Sendern wie Bayern 3, LiveRadio, HR 4 und Radio Hamburg hören.
Seit 2005 steht Van Lankeren regelmäßig mit seiner eigenen Band namens Ron van L. & De La Cream auf den Bühnen diverser Großveranstaltungen; so trat die Band unter anderem bei den Champions League 2012 in der Allianz Arena auf. 2013 nahm Van Lankeren an  der dritten Staffel der Gesangs-Castingshow The Voice of Germany teil.
Ron Van Lankeren lebt und arbeitet in München.